# Eupyra florella
Eupyra florella är en fjärilsart som beskrevs av Butler 1873. Eupyra florella ingår i släktet Eupyra och familjen björnspinnare. Inga underarter finns listade i Catalogue of Life.